# Сент-Олер, Франсуа-Жозеф
Франсуа-Жозеф де Beaupoil маркиз де Сент-Олер (фр. François-Joseph de Beaupoil, marquis de Sainte-Aulaire; 1643—1742) — французский поэт.
Один из тех незначительных великосветских стихотворцев XVIII века, которые за несколько удачных мадригалов переходили из салонов прямо в Академию. Произведения его рассеяны в сборниках его времени.